# فرنسيس إم. غريفيث
فرنسيس إم. غريفيث هو قاضي ومحامي وسياسي أمريكي، ولد في 21 أغسطس 1849، وتوفي في 8 فبراير 1927 في Vevay, Indiana ‏ في الولايات المتحدة. نشط حزبياً في الحزب الديمقراطي. وقد انتخب عضو مجلس النواب الأمريكي ‏.